# Angostura de Tormes
Angostura de Tormes o La Angostura es una pedanía del municipio de Zapardiel de la Ribera en la provincia de Ávila, Castilla y León (España). Situado en la vertiente norte de la Sierra de Gredos, en el Valle del Alto Tormes, se encuentra a una altitud de 1200 metros.

## Ubicación
Es el paso más estrecho del río Tormes entre una sierra (Sierra De Los Castillejos-Sierra De Gredos).[cita requerida]
La localidad está ubicada en la AV-941 a 17 km de El Barco de Ávila y a 18 km de Hoyos del Espino, a los pies de las montañas dentro del Parque Regional de la Sierra de Gredos y a orillas del río Tormes. Es punto de partida para numerosas rutas hacia las cumbres y las lagunas de Gredos.[cita requerida]
A su paso por Angostura el río Tormes deja numerosas zonas para el ocio, como son cotos de pesca, pozas para el baño veraniego, y rápidos para los deportes de río.[cita requerida]
Debido a sus características geográficas, el clima presenta inviernos muy duros y veranos frescos y agradables.

## Demografía
| 69                        | 66 | 62 | 59 | 61 | 58 | 59 | 58 | 55 | 53 | 53 | 53 |
| (Fuente: INE [Consultar]) |    |    |    |    |    |    |    |    |    |    |    |

## Festividades y tradiciones
Esta localidad posee dos patrones, aunque la más importante es la Virgen de las Mercedes, cuya festividad se celebra en 24 de septiembre.
Con motivo del día de su patrona, el pueblo de Angostura sale a sus calles para recorrerlas en procesión con su Señora de las Mercedes. Posteriormente se organiza una sangriada y una comida, generalmente paella, amenizada por dulzaineros, en la que todo el pueblo participa. La comida típica es la Caldereta, las patatas revolconas con torreznos y las migas. En cuanto a repostería destacan los huesillos y las perrunillas.

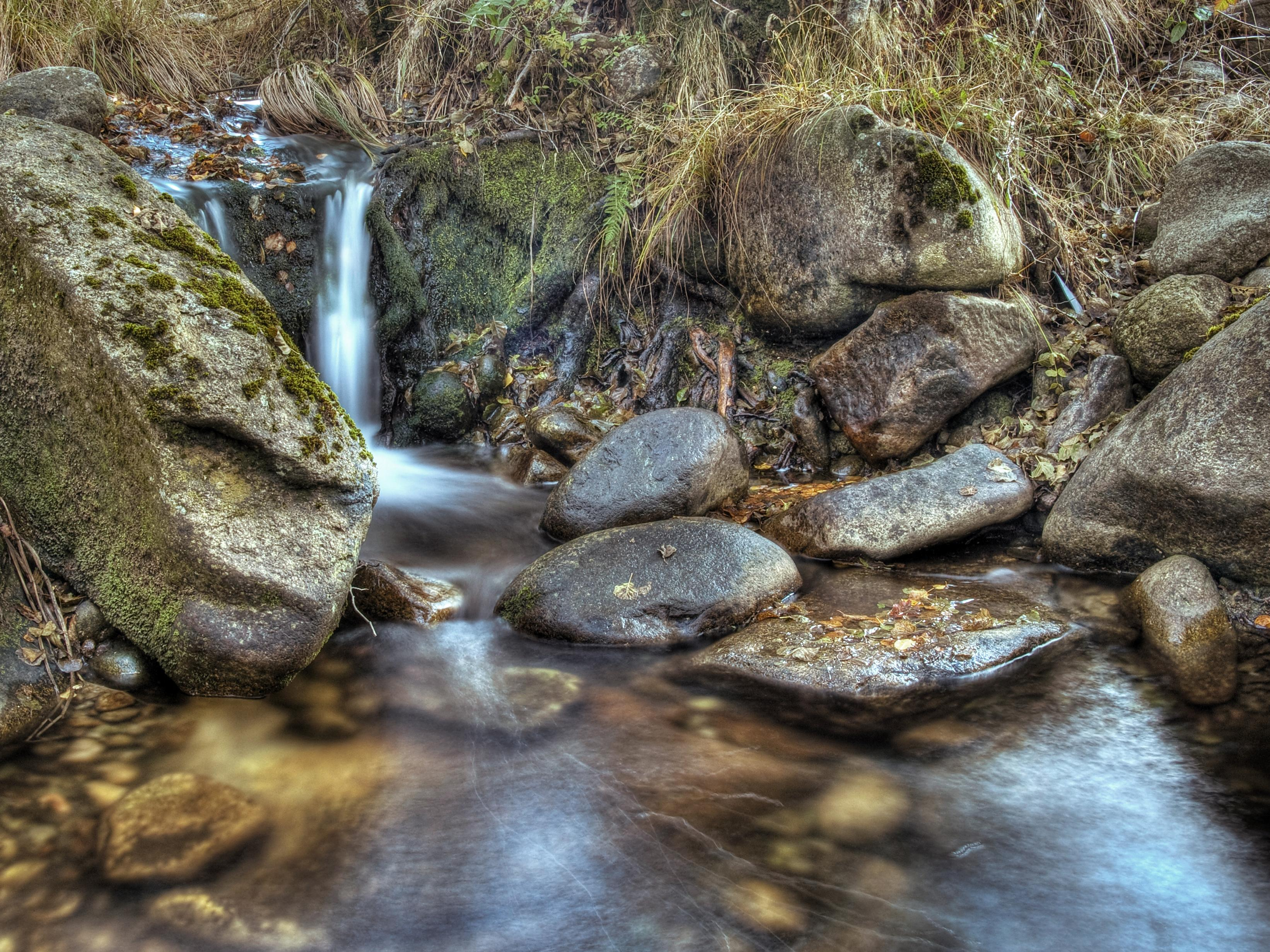
Garganta del Hornillo.
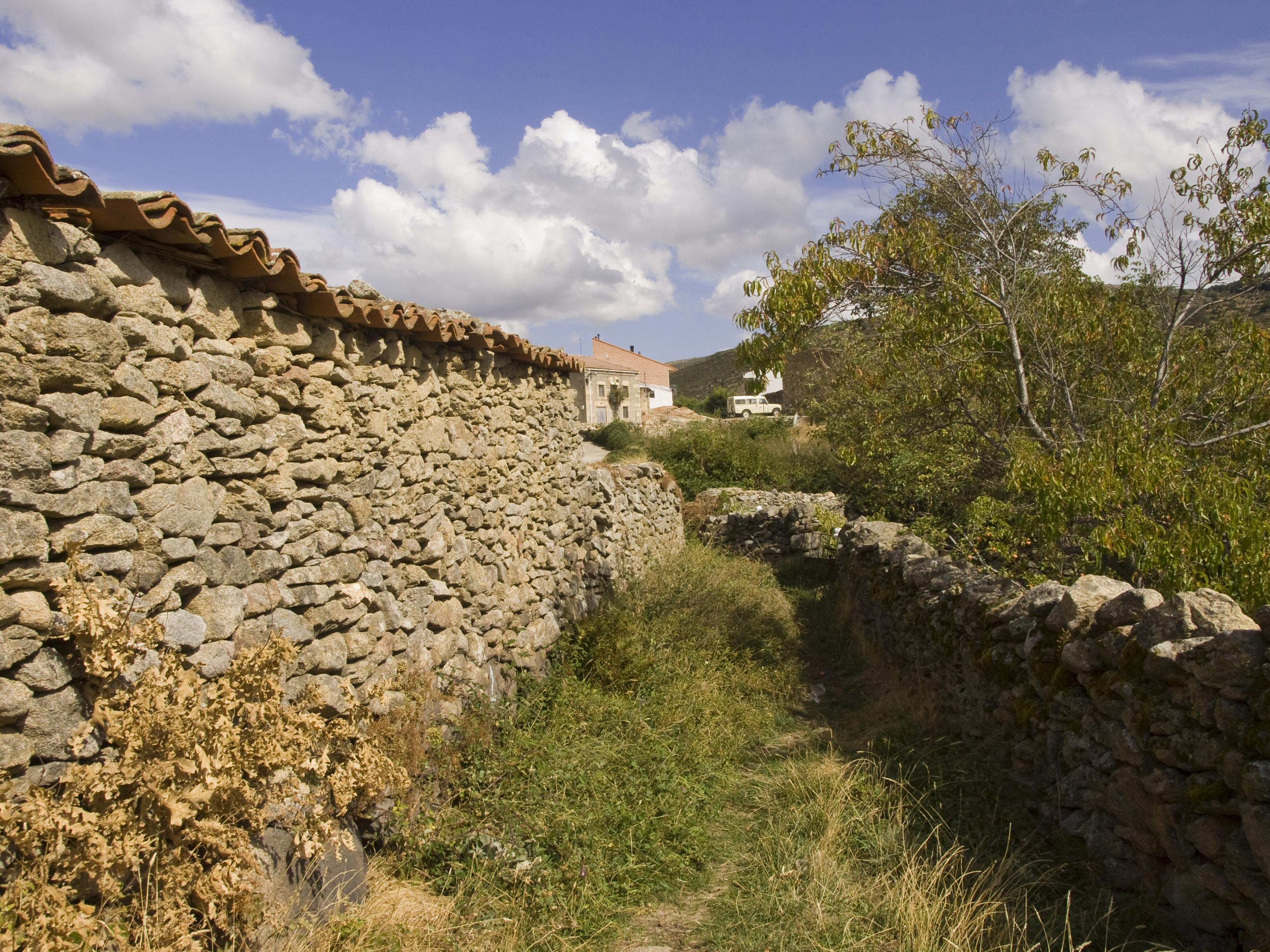
Camino de las Jerreñas.
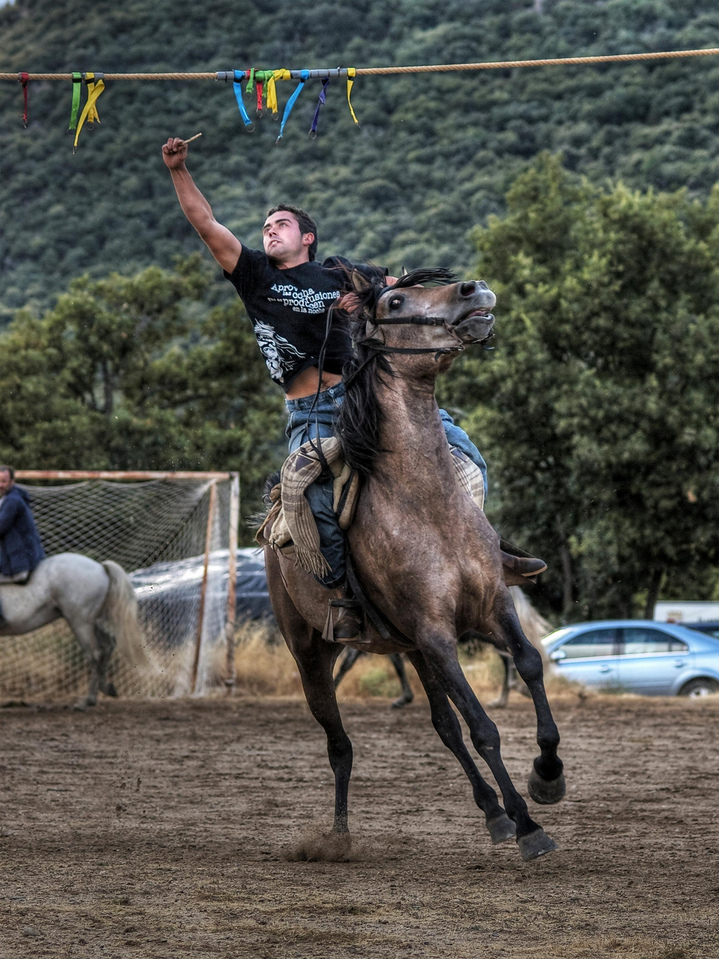
Carreras de cintas.
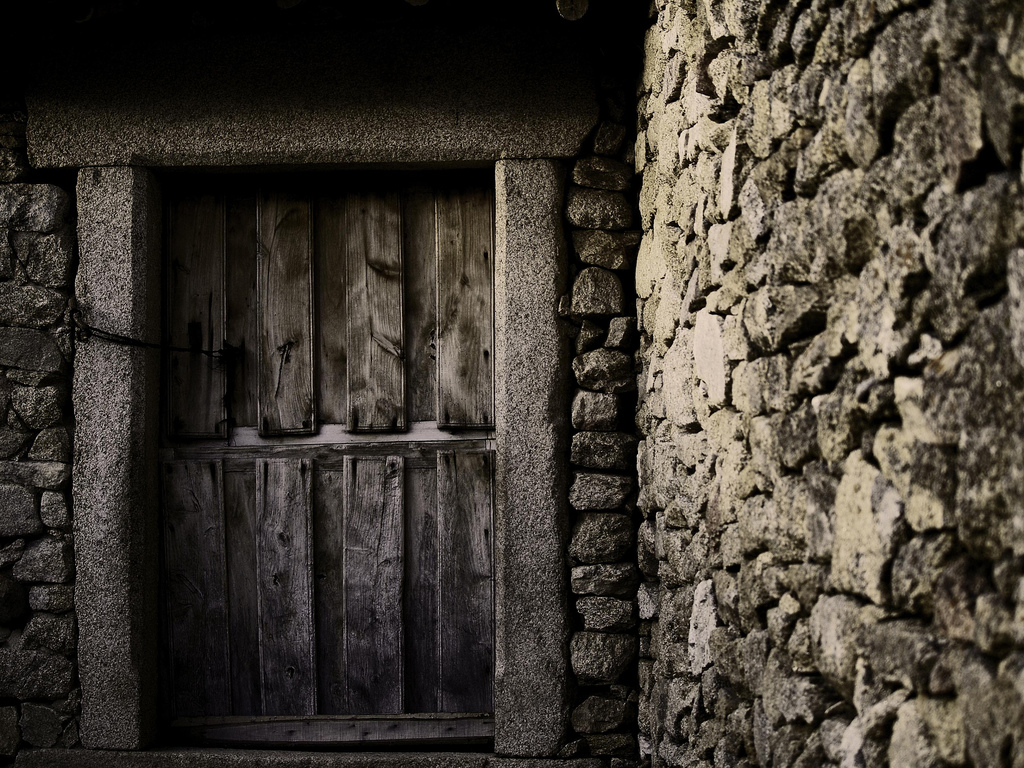
Portalón.
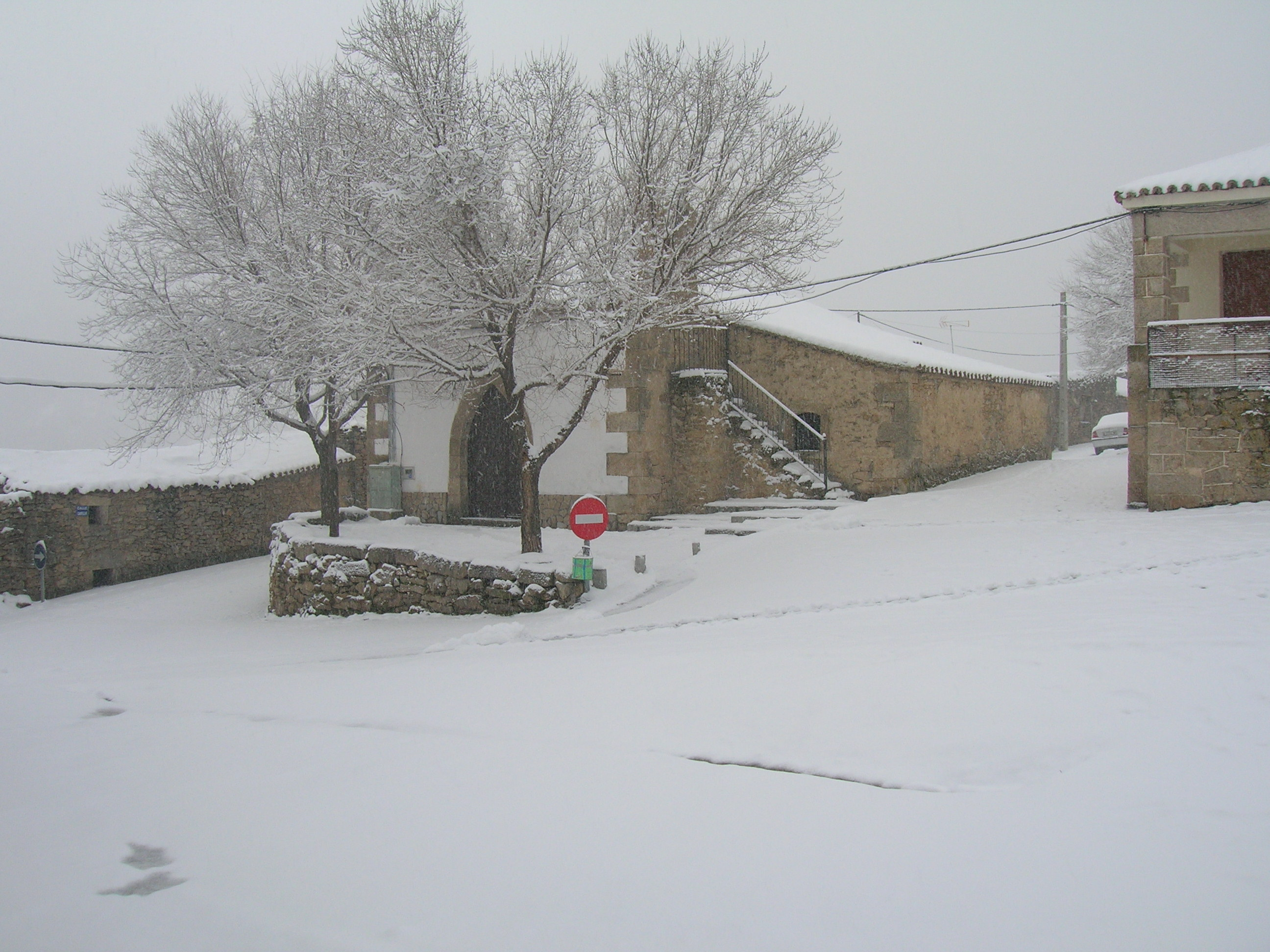
Iglesia de Angostura.